# Philip Abbas Ghaboush
Philip Abbas Ghaboush (arabisch فيليب عباس غبوش, * 1922, Omdurman, Anglo-Ägyptischer Sudan; † 3. Februar 2008, London, Vereinigtes Königreich) war ein bedeutender sudanesischer Geistlicher und Politiker, der als Vertreter der Rechte der Nuba in die Geschichte einging. Er entstammte dem Ama-Stamm der Nuba-Berge und kombinierte in seinem Lebenswerk religiöse Führung als anglikanischer Bischof mit politischem Aktivismus.
Als Gründer und Vorsitzender der General Union of the Nuba Mountains (GUN) in den 1960er Jahren etablierte er sich als zentrale Figur im Kampf für die politische Partizipation und Selbstbestimmung der marginalisierten Nuba. Sein politisches Engagement führte zu mehreren Exilperioden und Verfolgungen, insbesondere unter dem Regime von Dschafar an-Numairi, während derer er seine Advocacy-Arbeit international fortsetzte. Lebenslang widmete sich Ghaboushs seinem Einsatz für die Anerkennung der kulturellen Identität und politischen Rechte der Nuba sowie seiner Vision einer gerechten, pluralistischen sudanesischen Gesellschaft.

## Frühes Leben und Familie
Philip Abbas Ghaboush wurde 1922 in Omdurman im damaligen Anglo-Ägyptischen Sudan geboren. Er entstammte dem Ama-Stamm, der auch als Nyimang bekannt ist und zu den Nuba der südkordofanischen Region gehört. Ghaboush selbst betonte in einem Interview mit Nanne op ’t Ende seine königliche Abstammung vom Ama-Stamm (väterlicher- und mütterlicherseits) und nicht vom Nyimang, wie häufig fälschlicherweise behauptet wurde, und beschrieb die Ama als „die wildesten Menschen im Mond“.
Sein Vater diente in der British Army während der Zeit des Anglo-Ägyptischen Sudans. Nach dem gescheiterten White-Flag-Aufstand von 1924 gegen die britische Kolonialherrschaft, an dem sudanesische Offiziere und Soldaten beteiligt waren, sah sich die Familie Ghaboush gezwungen, Omdurman zu verlassen. Ghaboushs Vater führte seine Familie nach dem Aufstand in die Nuba-Berge, in ihr ursprüngliches Heimatgebiet. Diese Umsiedlung war Teil der weitreichenden Konsequenzen des Aufstands.

## Bildungsweg
Ghaboushs frühe Schulbildung begann in Salara, wo er zunächst eine Buschschule besuchte, die von britischen Missionslehrern geleitet wurde. Diese Grundschulbildung wurde an der hiesigen Elementarschule fortgesetzt. Nach Abschluss seiner Grundschulbildung setzte Ghaboush seine Ausbildung an der Katcha Intermediate School fort, einer weiterführenden Bildungseinrichtung.
Im Jahr 1952 begann Ghaboush seine theologischen Studien im Süden Sudans, wo er seine Ausbildung aufnahm. Aufgrund des Kriegsausbruchs konnte er diese Studien zunächst nicht abschließen und setzte seine theologische Ausbildung später am Bishop Gwynne College of Theology fort. Nach seinem Abschluss erweiterte Ghaboush seine Bildung durch einen Verwaltungskurs am Trinity College in Kenia.

## Kirchliche Laufbahn
Als Mitglied der Ama aus den Nuba-Bergen erhielt Philip Abbas Ghaboush die Priesterweihe der Anglikanischen Kirche und wurde später zum Bischof geweiht. In einem Interview mit Nanne op ’t Ende bezeichnete er sich selbst als Erzbischof, obwohl er scherzhaft anmerkte: „Ich habe so viele Titel, aber die meisten Leute nennen mich Father Philip. Eigentlich bin ich kein Father, ich bin ein Erzbischof.“ Seine kirchliche Position als anglikanischer Priester und später als Bischof verschaffte ihm Einfluss sowohl in religiösen als auch in politischen Kreisen des Sudan. Trotz seiner Rolle als anglikanischer Geistlicher wurde Ghaboush in verschiedenen Quellen unterschiedlich tituliert – von „Father Philip“ über „Reverend“ bis hin zu „Bischof“ und „Erzbischof“ – was die Komplexität seiner kirchlichen Position im sudanesischen Kontext widerspiegelt.
Als anglikanischer Geistlicher setzte sich Ghaboush besonders für die christlichen Gemeinschaften in den Nuba-Bergen ein, obwohl er auch mit muslimischen Führern zusammenarbeitete. Seine religiöse Führungsrolle war eng mit seinem Engagement für die Rechte der Nuba verbunden, wobei er als Bischof eine Brückenfunktion zwischen verschiedenen religiösen Gemeinschaften einnahm. Während seiner kirchlichen Laufbahn nutzte er seine Position, um auf die Marginalisierung der Nuba aufmerksam zu machen, was ihm sowohl Respekt als auch Kritik einbrachte.

## Politische Laufbahn

### Politische Anfänge
Ghaboush wurde bereits 1938 im Alter von 16 Jahren als Politiker aktiv. Nach seinen Angaben in einem Interview mit Nanne op ’t Ende wurde er in dieser frühen Phase seiner politischen Tätigkeit mehrfach verhaftet, wobei er Festnahmen in Kaduqli, Dilling und Al-Ubayyid erlitt. Diese frühen politischen Aktivitäten erfolgten vor dem Hintergrund der sich verschärfenden Marginalisierung der Nuba durch die sukzessiven sudanesischen Regierungen.
In den 1950er Jahren entwickelte Ghaboush gemeinsam mit Clement Mboro, einem einflussreichen südsudanesischen Politiker, Pläne für einen bewaffneten Aufstand, der für 1955 geplant war. Diese Pläne kamen jedoch nicht zur Ausführung, da die Anya-Nya-Rebellen ihnen mit ihrem eigenen Aufstand zuvorkam. Während viele Nuba in der Regierungsarmee gegen die Südsudanesen kämpften, kooperierte Ghaboush eng mit der Anya-Nya und versorgte diese sogar mit Munition.

### General Union of the Nuba Mountains
Die General Union of the Nuba Mountains (GUN) wurde 1957 als friedliche politische Bewegung von Nuba-Aktivisten gegründet, um Entwicklung und politische Partizipation der Nuba zu fördern und gleichzeitig die afrikanische Identität als wesentlichen Bestandteil der nationalen Charakterbildung zu stärken. Nach Wiederherstellung der Demokratie 1964 wurde die Organisation legalisiert, und Philip Abbas Ghaboush etablierte sich als deren führende Persönlichkeit.
Unter Ghaboushs Führung entwickelte sich die GUN zu einer bedeutsamen politischen Kraft, die erstmals seit der sudanesischen Unabhängigkeit eine eigenständige Nuba-Vertretung im nationalen Parlament ermöglichte. Bei den Parlamentswahlen von 1965 erzielte die GUN einen bemerkenswerten Erfolg, indem sie acht der dreizehn Sitze in der Region gewann und dabei die dominierenden etablierten Parteien, die National Unionist Party der Khatmiyya (NUP) und die Umma Party der Ansar, besiegte. Dieser Wahlsieg stellte einen Wendepunkt in der Nuba-Politik dar, da er das Ende der politischen Marginalisierung durch von außen aufgedrängte Kandidaten bedeutete.
Ghaboushs Führungsstil war geprägt von seiner Betonung der Nuba-Identität und der Zusammenarbeit mit anderen afrikanischen Gruppen. Er setzte sich für die Einheit aller Nuba ein, die Wiederbelebung einer eigenständigen Nuba Mountains Province, eine parlamentarische Vertretung der Nuba durch Nuba-Politiker und langfristig eine schwarzafrikanische Regierung über das gesamte Land. Seine Führungszeit war geprägt von dem Versuch, die GUN als Plattform für die politischen Rechte der Nuba zu etablieren und gleichzeitig religiöse und stammesbedingte Unterschiede zu überwinden. Seine politische Vision ging über reine Interessenvertretung hinaus und umfasste die Förderung eines umfassenderen afrikanischen Bewusstseins im nationalen Kontext.
Die GUN reichte 1965 eine Petition an die Zentralregierung ein, in der die Abschaffung der in den Nuba-Bergen noch immer erhobenen Kopfsteuer sowie wirtschaftliche und soziale Entwicklung gefordert wurden. Die Führung der GUN durch Ghaboush war jedoch nicht unumstritten, weshalb sich innerhalb der GUN unterschiedliche Fraktionen bildeten. Eine konkurrierende Fraktion unter Mahmoud Hasseib favorisierte eine Kooperation mit den Baggara und Jallaba in Südkordofan.

### Exil und Verfolgung
Als Vorsitzender der General Union of the Nuba Mountains (GUN) und später der Sudan National Party (SNP) bezeichnete sich Ghaboush in einem Interview mit Nanne op ’t Ende aufgrund seiner politischen Aktivitäten für die Rechte der Nuba als Zielscheibe des Regimes. Insbesondere nach dem Militärputsch von Dschafar an-Numairi im Mai 1969 erlebte Ghaboush eine Zeit intensiver politischer Verfolgung und des Exils. Nachdem er mit einem vereitelten Putschversuch gegen an-Numairi in Verbindung gebracht worden war, wurde er gezwungen, das Land zu verlassen, und in Abwesenheit zum Tode verurteilt.
Sein Exil begann 1969 und dauerte bis 1978, eine Periode von neun Jahren, in der er außerhalb des Sudans leben musste. Während dieser Zeit setzte Ghaboush seinen politischen Kampf fort und arbeitete mit Joseph Lagu, dem späteren Anführer der Sudan People’s Liberation Army (SPLA), zusammen. Im Jahr 1977 wurde er in einen weiteren Putschversuch gegen das an-Numairi-Regime verwickelt, was seine Rückkehr in den Sudan weiter verzögerte. Nach seiner Rückkehr 1978 blieb Ghaboush politisch aktiv und gründete 1985 die Sudan National Party (SNP), die sich für die Interessen der Nuba einsetzte.
Seine politische Karriere war weiterhin von Verfolgung geprägt, so wurde er zwischen September 1985 und Januar 1986 wegen angeblicher Beteiligung an einem Putschversuch gegen den Transitional Military Council (TMC) verhaftet, nachdem er öffentlich erklärt hatte, dass die SNP Ideen und Prinzipien mit der SPLA teile und beide Gruppen „Kämpfer in einem Bunker gegen Diktatur und Unterdrückung im geliebten Land Sudan“ seien. In den folgenden Jahren erlebte Ghaboush weitere Perioden des Exils, unter anderem in den Vereinigten Staaten, wo er nach eigenen Angaben in einem Interview mit Nanne op ’t Ende zwei Jahre verbrachte und für die Rechte der Nuba bei den Vereinten Nationen eintrat. Die Verfolgung der Nuba und ihrer politischen Führung intensivierte sich in den späten 1980er und frühen 1990er Jahren, als das Regime systematisch gegen Intellektuelle und politische Aktivisten der Nuba vorging, was zu zahlreichen Verhaftungen, Verschleppungen und außergerichtlichen Hinrichtungen führte.

### Politische Tätigkeiten nach dem Exil
Die Rückkehr Ghaboushs 1978 erfolgte in einer Zeit politischer Veränderungen im Land, wobei er trotz seiner früheren Opposition gegen das Regime seine politische Arbeit für die Rechte der Nuba wieder aufnahm. Er gründete 1985, nach dem Sturz des an-Numairi-Regimes, die Sudan National Party (SNP). Diese Partei entstand als Nachfolgeorganisation der General Union of the Nuba Mountains (GUN) und vertrat hauptsächlich die Interessen der Nuba. Die SNP unter Ghaboush suchte die Zusammenarbeit mit politischen Kräften aus dem Süden Sudans und anderen marginalisierten Regionen, um gemeinsam gegen die Zentralregierung vorzugehen.
Bei den Parlamentswahlen 1986, den ersten demokratischen Wahlen seit 1968, erzielte die SNP unter Ghaboush einen beachtlichen Erfolg und gewann zehn Sitze im Nationalparlament, darunter auch einen Sitz im Wahlkreis Al-Hadj Yusif in Omdurman, wo Ghaboush den Kandidaten der National Islamic Front (NIF) besiegte. Die SNP arbeitete im Parlament mit der südlichen Opposition in der Union of Sudan African Parties (USAP) zusammen, wobei Ghaboush den Vorsitz dieser Koalition übernahm. Diese Allianz setzte sich für eine gerechtere Verteilung von Ressourcen und politischer Macht ein sowie gegen die 1983 eingeführten islamischen Gesetze.
Trotz seiner langjährigen Opposition überraschte Ghaboush 1996 viele Beobachter, als er sich entschied, an der Regierung von Umar al-Baschir teilzunehmen. Im Jahr 2002 gründete er eine neue Partei, die Free Sudan National Party, die für das Selbstbestimmungsrecht der Nuba eintrat. Im Dezember desselben Jahres kehrte Ghaboush in die Nuba-Berge zurück, um an der All Nuba Conference in Kauda teilzunehmen. Bei dieser Konferenz vereinbarten die Free Sudan National Party, die Sudan National Party-Collective Leadership, die Sudan National Party und die General Union of the Nuba Mountains, sich aufzulösen und eine neue Partei zu bilden: die United Sudan National Party (USNP), mit Ghaboush als Präsident.
Während der Friedensverhandlungen zwischen der sudanesischen Regierung und der Sudan People’s Liberation Army (SPLA) setzte sich Ghaboush dafür ein, dass die Nuba-Berge das gleiche Recht auf ein Unabhängigkeitsreferendum erhalten sollten wie der Südsudan. Als das Comprehensive Peace Agreement 2005 dieses Recht nicht gewährte, zeigte sich Ghaboush enttäuscht vom Sudan People’s Liberation Movement (SPLM) und verließ Sudan für einen zweijährigen Aufenthalt in den Vereinigten Staaten. Nach seiner Rückkehr nach Sudan im Jahr 2006 setzte er seine Kritik am Friedensabkommen fort, arbeitete jedoch mit SPLM-Politikern aus den Nuba-Bergen zusammen und nahm an Kundgebungen und Konferenzen teil, wann immer es seine zunehmend schlechter werdende Gesundheit erlaubte.

## Kritik am Comprehensive Peace Agreement
Philip Abbas Ghaboush übte scharfe Kritik am Comprehensive Peace Agreement (CPA) von 2005, das den langjährigen Bürgerkrieg im Sudan beenden sollte. In einem Interview im April 2006 äußerte er seine tiefe Enttäuschung darüber, dass das Abkommen den Nuba das Recht auf Selbstbestimmung verweigerte, während es den Südsudanesen dieses Recht zugestand. Ghaboush bezeichnete dies als Verrat an den Nuba, die jahrelang an der Seite der Sudan People’s Liberation Army (SPLA) gekämpft hatten, ohne dafür angemessene Anerkennung im Friedensabkommen zu erhalten. Er kritisierte besonders, dass die Nuba-Vertreter während der Verhandlungen in Naivasha unter einem Vorwand aus dem Raum geschickt wurden, und als sie zurückkehrten, waren Entscheidungen über die Zukunft der Nuba Mountains, Ingassana und Abyei bereits ohne ihre Beteiligung getroffen worden. Ghaboush formulierte es drastisch: „Wir wurden vollständig getötet: spirituell und physisch wurden wir getötet.“
Der Politiker betonte wiederholt, dass die Nuba in allen Konferenzen, einschließlich der in Rumbek, klar ihre Forderung nach vollständiger Selbstbestimmung artikuliert hatten. Diese Position vertrat auch der verstorbene Nuba-Führer Yousif Kuwa Mekki. Statt des geforderten Selbstbestimmungsrechts erhielten die Nuba im CPA lediglich das schwache und vage Instrument der „Popular Consultations“, das ihnen nur erlaubte, ihre Meinung zur gewünschten zukünftigen Position innerhalb des sudanesischen politischen Systems zu äußern. Ghaboush sah darin eine unzureichende Lösung für die Nuba, die ihre kulturelle und ethnische Identität sowie ihre Leiden während des Krieges nicht angemessen berücksichtigte.
In seiner Kritik wies Ghaboush auf die prekäre Lage der Nuba nach dem CPA hin, insbesondere im Hinblick auf ein mögliches Ausscheiden des Südsudans aus dem Staatsverband. Er stellte die beunruhigende Frage: „Angenommen, die Südsudanesen spalten sich ab: Wo werden wir dann sein? Rechtlich sind wir Nordsudanesen, aber wir können nicht mit ihnen gehen, wir sind sehr unterschiedliche Menschen.“ Diese Sorge erwies sich als berechtigt, da das CPA die Nuba in einer unklaren politischen Position zurückließ, ohne klare Regelungen für ihre Zukunft nach einer möglichen Abspaltung des Südsudans zu treffen.
Ghaboush kritisierte auch die mangelnde Entwicklung in den Nuba Mountains nach Unterzeichnung des CPA. Er bemängelte, dass das Abkommen die Landrechte nicht klar definierte und offenließ, ob Land formell oder gewohnheitsrechtlich besessen wurde. Dies war besonders problematisch, da die Enteignung von Nuba-Ländereien ein zentraler Auslöser für die Spannungen in den späten 1970er und frühen 1980er Jahren gewesen war, die zum Krieg in der Region führten. Nach seiner Rückkehr in den Sudan im Jahr 2006 setzte Ghaboush seine Kritik am Ergebnis des Comprehensive Peace Agreement fort und beklagte weiterhin, dass es den Nuba das Recht auf Selbstbestimmung verweigerte.

## Vision einer gerechten Gesellschaft
Ghaboush entwickelte im Laufe seines politischen Wirkens eine klare Vision einer gerechten Gesellschaft, die eng mit seinem Kampf für die Rechte der Nuba verbunden war. Als Vertreter des Ama-Stammes setzte er sich zeitlebens für die Selbstbestimmung und Emanzipation der Nuba ein. Seine gesellschaftspolitische Vision basierte auf dem Grundprinzip der vollständigen Selbstbestimmung für die Nuba als Voraussetzung für eine gerechte Gesellschaftsordnung. In einem Interview mit Nanne op ’t Ende betonte Ghaboush die Notwendigkeit einer eigenständigen Regierung für die Nuba: „Wir wollen unsere eigene Regierung. Genug ist genug. Wir wollen weder Südsudanesen noch Nordsudanesen. Wir brauchen sie nicht, denn wir haben viele gebildete Jungen und Mädchen; wir brauchen niemanden. Wir wollen unsere eigene Regierung.“
Die Kernelemente seiner Gesellschaftsvision umfassten das Recht auf kulturelle Identität, politische Autonomie und soziale Gerechtigkeit für marginalisierte Bevölkerungsgruppen. Ghaboush argumentierte, dass die Nuba aufgrund ihrer eigenständigen kulturellen Identität und der erlittenen Kriegsschäden das gleiche Recht auf Selbstbestimmung haben sollte wie die Bevölkerung des Südsudan. Seine Vision einer gerechten Gesellschaft war geprägt von der Überzeugung, dass nur durch die Anerkennung der kulturellen und ethnischen Vielfalt des Sudan ein friedliches Zusammenleben möglich sei.
Ghaboush verband in seiner Vision religiöse Arbeit mit politischem Engagement für soziale Gerechtigkeit. Als ausgebildeter Theologe und politischer Aktivist strebte er eine Gesellschaft an, in der die Rechte aller Bevölkerungsgruppen respektiert würden und in der die Nuba als gleichberechtigte Bürger leben könnten. Seine Vorstellung einer gerechten Gesellschaft beinhaltete auch die Überwindung der historischen Marginalisierung der Nuba, die trotz ihres Beitrags zum Aufbau des Sudan systematisch benachteiligt wurden. In einem Brief von Abdel-Aziz Adam Al-Hilu, der die Grundlagen des Kampfes der Nuba darlegt, wird Ghaboush neben Yousif Kuwa Mekki und Yousif Mubarak Al-Masha als einer der führenden Vordenker genannt, die für die Rechte der Nuba und der marginalisierten Bevölkerungsgruppen eintraten.
Die gesellschaftspolitische Vision von Ghaboush war eng mit dem Konzept des „Neuen Sudan“ verbunden, das später von John Garang weiterentwickelt wurde. Dieses Konzept betonte die Einheit in der Vielfalt und die Akzeptanz des Anderen unter Berücksichtigung der historischen und zeitgenössischen Diversität des Sudan. Ghaboush setzte sich für eine Gesellschaft ein, in der gleiche Staatsbürgerschaft und Gleichheit der Rechte und Pflichten die Grundlage für die Zugehörigkeit zur selben Nation bilden würden. Seine Vision einer gerechten Gesellschaft umfasste auch die Forderung nach einem säkularen demokratischen Staat, der auf Gerechtigkeit, Gleichheit und Freiheit basiert. Sollte dies nicht möglich sein, so Ghaboush, müssten die Nuba das Recht haben, über ihre eigene Zukunft zu entscheiden.

## Tod
Philip Abbas Ghaboush verstarb am 3. Februar 2008 in London im Alter von 86 Jahren. Etwa fünf Monate nach seinem Tod, am 5. Juli 2008, organisierten die im Vereinigten Königreich lebenden Nuba unter dem Namen „Nuba Mountains Solidarity Abroad“ eine Gedenkveranstaltung für ihn. Die Veranstaltung fand in London statt und brachte Sudanesen aus dem gesamten Vereinigten Königreich zusammen, darunter hauptsächlich Nuba, aber auch Südsudanesen, Darfurier und andere Nordsudanesen. Während der Gedenkfeier würdigten verschiedene Redner Ghaboush als großes Vorbild für alle Sudanesen und betonten die Ähnlichkeiten zwischen der Situation in den Nuba-Bergen in den 1990er Jahren und der damaligen Lage in Darfur. Sein Sohn, der ebenfalls an der Gedenkveranstaltung teilnahm, dankte den Anwesenden für ihre freundlichen Worte und hielt sich von politischen Äußerungen fern.

## Werke
- Growth of Black Political Consciousness in Northern Sudan. In: Africa Today. Jg. 20, Nr. 3. Bloomington 1973, S. 29–43.